# Glasholz
Glasholz (toponimo tedesco) è una frazione del comune svizzero di Oberdiessbach, nel Canton Berna (regione di Berna-Altipiano svizzero, circondario di Berna-Altipiano svizzero).

## Storia
Già comune autonomo che apparteneva al distretto di Konolfingen, nel 1818 è stato accorpato a Oberdiessbach.

## Amministrazione
Ogni famiglia originaria del luogo fa parte del cosiddetto comune patriziale e ha la responsabilità della manutenzione di ogni bene ricadente all'interno dei confini del comune.